# Cassandra Brown
Cassandra Brown (ur. 16 czerwca 1992 w Vernon) – kanadyjska koszykarka grająca na pozycji niskiej skrzydłowej.
W sezonie 2015/2016 zawodniczka polskiego klubu Tauron Basket Ligi Kobiet – KSSSE AZS PWSZ Gorzów Wielkopolski.